# 島田洋八
島田 洋八（しまだ ようはち、1950年〈昭和25年〉2月13日 - ）は、日本の漫才師、俳優。漫才コンビB&Bのひとり。岡山県笠岡市生江浜出身。福山盈進高等学校卒業。俳優活動する時の芸名は藤井洋八。かつては吉本興業に所属していたが、2016年から株式会社ポートレーブに所属、2022年に株式会社オフィスコットンに移籍している。兄は笠岡市議会議員で第45代議長の藤井義明。

## 来歴
- 1975年、後の相方に当たる島田洋七は「島田洋一」の芸名で、「上方真一」と名乗っていた上方よしおとともにB&Bを組んでいたが、洋七が望んでいた東京進出をよしおが拒んでいたため折り合いがつかずに解散。そこで桂三枝（現・六代目桂文枝）からの薦めもあって、洋七の3代目の相方となり（初代は団順一）新生B&Bが誕生した。
- 漫才では主にツッコミ担当であるが、ボケ担当である洋七の強烈なマシンガントークや「小野田さーん」と洋八の頭をめがけて叫ぶことからいじられ担当との形もとれる。
- 年は6歳下だが先に入門していた島田紳助からは呼び捨てで呼ばれるものの、本来の仕切りである「先に入ったものを『兄さん』（「にいさん」。東京では「あにさん」）と呼ぶこと」に関しては洋八は特に紳助のことを兄さんと呼んだり先輩扱いしている様子などはなく、敬語も使わない。紳助もまたその事を気にしている様子も無い。その他、紳助と同期の明石家さんまにも同様に敬語を使わず、先輩扱いしていない。
- 1980年に空前の漫才ブームに乗ってスターダムにのし上がった。翌年の1981年にスタートした大ヒット番組「オレたちひょうきん族」（フジテレビ）ではビートきよし（ツービート）と松本竜助（紳助・竜介）らとうなずきトリオを結成し、大人気を博すことになる。
- 1983年にコンビ解散。
- その後は俳優活動をし、「藤井 洋八」の芸名で活動。「鮫肌男と桃尻女」のいかれたホテルの支配人役は一部に高い評価を得た。その際に昔からの友人である我修院達也と共演、現在も親交は続いている。それから数年後、洋七が吉本に帰参を許された事もあり、再び洋七とともにコンビを再結成し各劇場にて漫才をやっていたが、2007年に洋七が吉本を離籍して以降は事実上活動停止となった。その後、洋八も2011年末で吉本興業を退社している。2012年10月に約5年ぶりにコンビを再結成を行った[3]。
- ますだおかだの岡田圭右が洋八とキャラがかぶるとの話をよくされることもある。
- 2008年4月から、元ツービートのビートきよしと「うなずきコンビ」を結成。LIVE STAND 08、よしもと浅草花月の舞台に、出演した。
- デビューから2008年までは公式プロフィールなどで『1951年生』と1歳サバを読んでいた。
- 歯科医の女性と再婚し、伊豆大島（東京都大島町）に在住していた。その後、2023年3月に妻が膵臓がんで死去している[4]。

## 出演

### テレビドラマ
※B&Bとしての出演作はB&B (お笑いコンビ)参照。
- 事件記者チャボ　第6話「チャボvs怪盗下りぐも…」（1983年、日本テレビ）痴漢役
- エプロンおばさん 第8話「今晩は!泥棒ですの巻」（1983年、フジテレビ）
- 特捜最前線 第367話「六本木ラストダンス!」（1984年、テレビ朝日 / 東映）
- 星雲仮面マシンマン 第10話「テレパシー大作戦」（1984年、東映・日本テレビ） - 唐沢 役
- 超電子バイオマン 第25話「プリンスの幽霊?」（1984年、テレビ朝日） - 司会者 役
- 宇宙刑事シャイダー 第36話「ユメコン狂時代だ」（1984年、テレビ朝日） - 青木一郎 役
- NHK大河ドラマ「春の波涛」（1985年、NHK）
- ドラマ女の手記「温泉仲居物語・湯煙り湯の街女の涙」（1986年、テレビ東京 / キネマ東京）
- 金曜エンタテイメント「女優 夏木みどり モンロー殺人事件」（1988年7月1日、フジテレビ）
- 電光超人グリッドマン 第30話「世界滅亡の日」（1993年、TBS） - 井上ゆか造 役
- 水戸黄門（TBS / C.A.L）
  - 第23部 第9話「悪を裁いた偽黄門様 -糸魚川-」（1994年9月26日） - 角之丞 役
  - 第42部 第17話「さらわれた黄門さま -琴平-」（2011年2月14日） - 門番 役
- ナニワ金融道6（1996年、フジテレビ）
- 踊る大捜査線 秋の犯罪撲滅スペシャル（1998年、フジテレビ）
- 池袋ウエストゲートパーク 第8話（2000年、TBS）
- 連続ドラマ小説「木下部長とボク」（2010年、読売テレビ） - ワトソン 役
- 月曜ゴールデン「駅弁刑事・神保徳之助4」（2010年、TBS） - 石黒光彦 役
- 示談交渉人 ゴタ消し（2011年、読売テレビ） - 居酒屋の店主 役
- カレ、夫、男友達（2011年11月 - 12月、NHK） - 岡部教授 役
- 水曜ミステリー9「密会の宿9」（2012年6月27日、テレビ東京） - 川原正信 役
- 土曜ワイド劇場「京都南署鑑識ファイル8」（2014年6月14日、テレビ朝日） - 青木敏男 役

### 映画
- 真夜中のボクサー（1983年） - 小林 役
- 青春かけおち篇（1987年）
- 大阪極道戦争 しのいだれ（1994年）
- 薔薇ホテル（1996年）
- 二宮金次郎物語 愛と情熱のかぎり（1998年） - 勘三 役
- 鮫肌男と桃尻女（1999年） - ソネザキ道夫 役
- 難波金融伝ミナミの帝王14「アリバイ証明の罠」（2000年）
- PARTY7（2000年） - 出崎親分 役
- るにん（2004年）
- 佐賀のがばいばあちゃん（2005年） - 掃除夫 役
- トリック劇場版2（2006年6月10日、東宝） - 選挙ポスター写真
- 自虐の詩（2007年） - ポン引き 役
- スマグラー おまえの未来を運べ（2011年） - 田沼春治 役

### Vシネマ
- 悪銭狩り（2000年） - 屋台ラーメンの大将
- 実録・山陽道やくざ戦争 手打ち破り（2001年） - 三代目山王会若頭補佐 鴨井組組長 鴨井茂雄
- 実録・大阪やくざ戦争 報復（2002年） - 兵庫県警刑事部捜査四課 警部 野本昭男
- 実録・北陸やくざ戦争（2002年） - 京都 長島会幹部 山川健吉
- 実録・史上最大の抗争 義絶状1・2（2002年）全2作 - 兵庫県警 山王会集中対策本部長 野本昭男 警視
- 実録・関東やくざ戦争 修羅の盃（2003年） - 城東組関山一家阿藤会執行部 畠田組組長 畠田龍一
- やくざの憲法 赤字破門（2003年） - 西村(騎手)
- 実録 みちのく抗争 死守りの盃（2003年） - SNACKムーンライトのマスター 谷口
- 実録・瀬戸内やくざ戦争 伊予路水滸伝（2003年） - ヒノ(刑事)
- 外伝 麻雀放浪記（2003年）
- 首領への道 21 22（2004年） - 島田組白虎会狭間組組長 狭間光男
- 修羅之魂2 激動渡世編（2008年） - 歌舞伎町署捜査四課 刑事 丸山一徳
- 呪眼（2013年）

### 舞台
- 踊るやくざシリーズ番外編「極楽トンボの終わらない明日」（ゲスト主演）
- 見えない人たち〜誰もそれに気づかなかった (ハート版出演)

## その他
- 実家は生江浜地区の国道2号沿いにあるリカーショップふじい（閉店）